# Planes minutus
Planes minutus är en kräftdjursart som först beskrevs av Carl von Linné 1758.  Planes minutus ingår i släktet Planes och familjen ullhandskrabbor. Inga underarter finns listade i Catalogue of Life.